# Hühnerposten

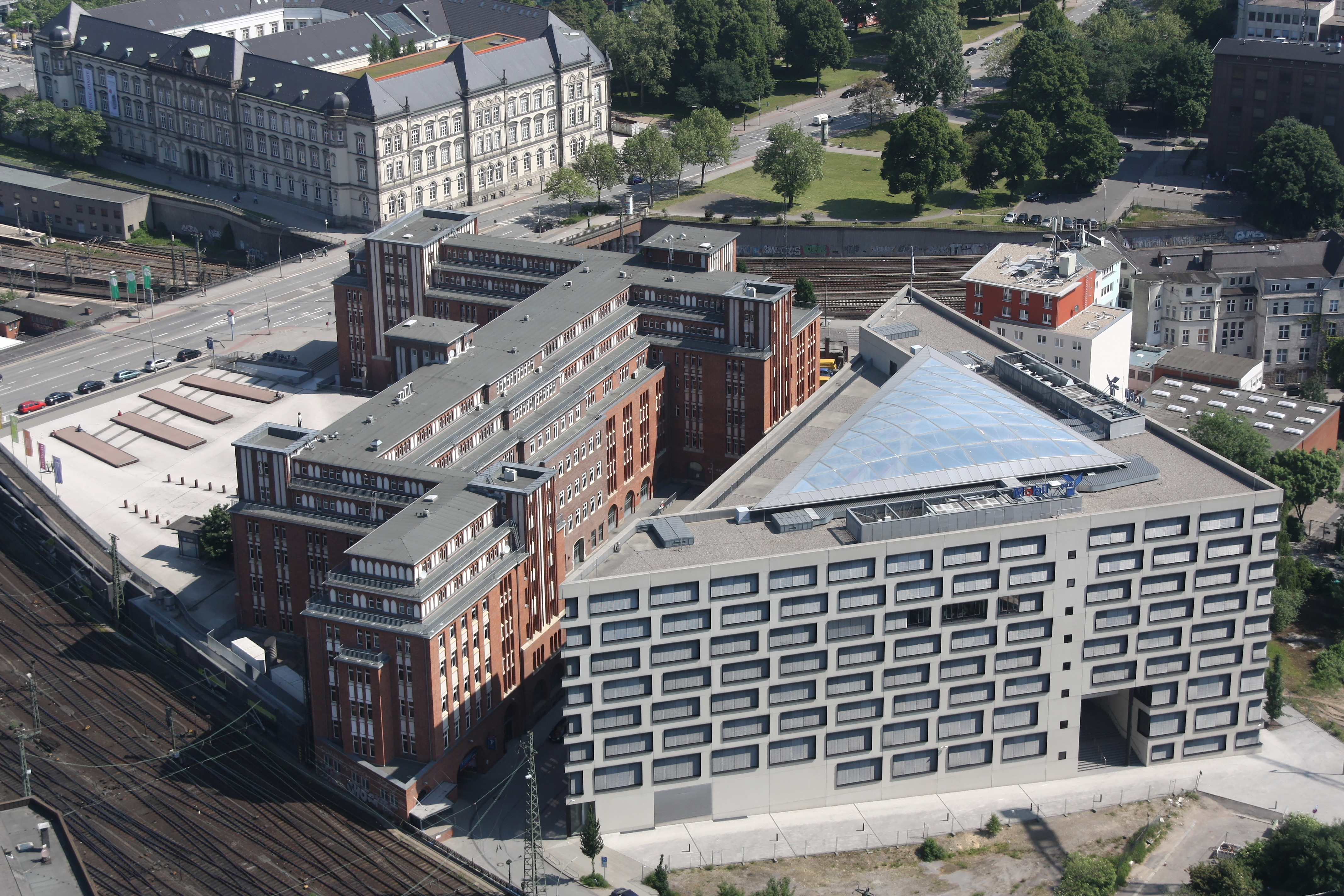
Der Hühnerposten verläuft zwischen dem ehemaligen Bahnpostamt (links) und der BKK-Mobil Oil (rechts).

Hühnerposten ist eine etwa 150 Meter lange Straße in Hamburg-Hammerbrook am nördlichen Rand des Münzviertels. Bekannt ist sie vor allem als Adresse des markanten Gebäudes des ehemaligen Bahnpostamts, das seit 2004 die Zentralbibliothek der Hamburger Öffentlichen Bücherhallen beherbergt. Die Straße liegt zwischen zwei Gleissträngen des nahe gelegenen Hamburger Hauptbahnhofs und verläuft zwischen der Straße Klostertor im Westen und der Münzstraße im Osten. Das südlich der Straße gelegene Areal wird als Quartier Neuer Hühnerposten seit etwa 2006 mit Büro- und Hotelbauten neu erschlossen, unter anderem mit dem 2007 fertiggestellten achtgeschossigen Verwaltungsgebäude der Betriebskrankenkasse Mobil.

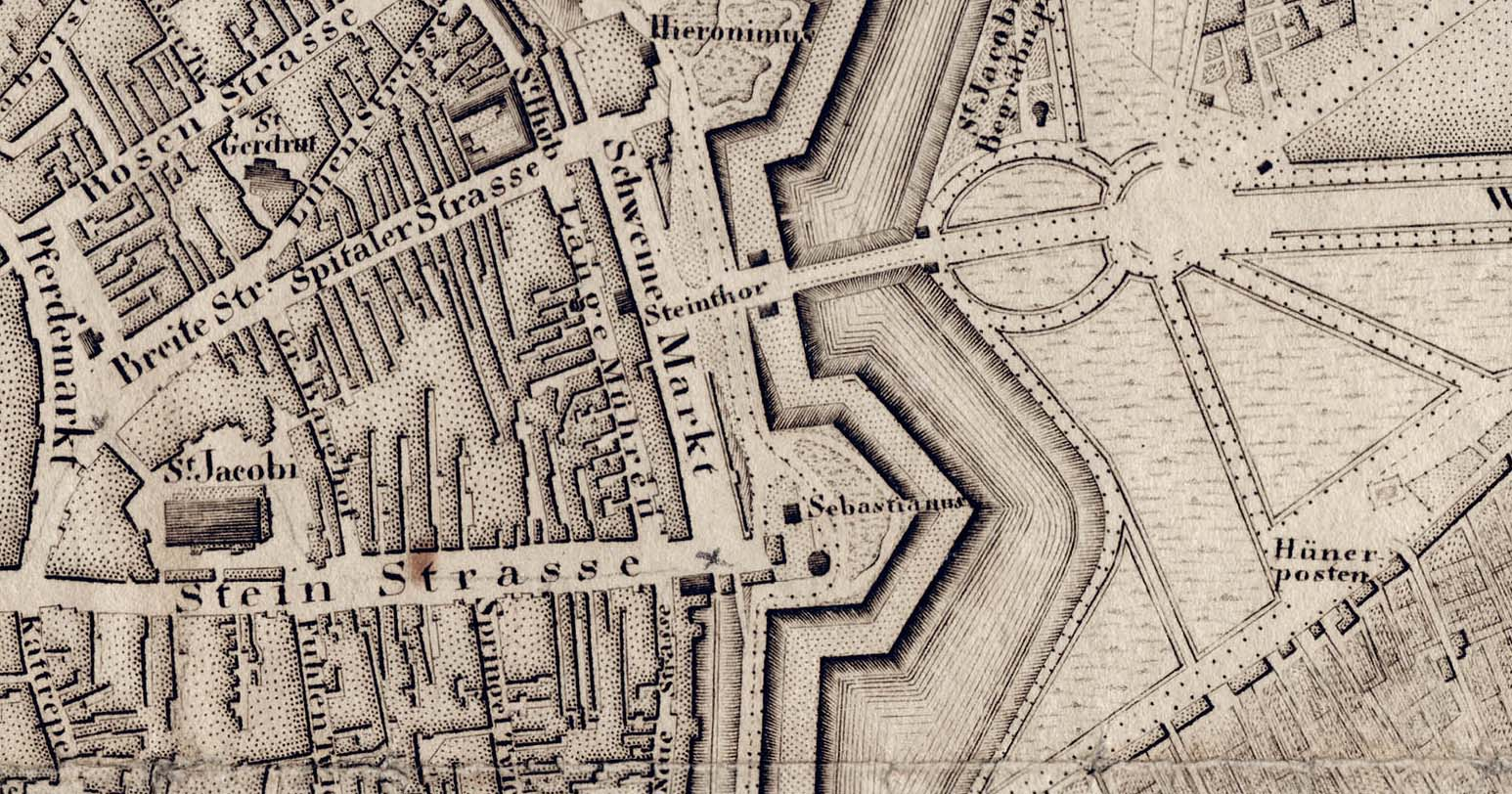
Ausschnitt aus dem Plan Hamburg mit seinen nächsten Umgebungen im Jahre 1810 von Paridom Gottlob Heinrich; rechts unten der „Hünerposten“

Benannt wurde der Weg bereits 1682, damals außerhalb der Stadt unmittelbar vor den Wällen gelegen. Für die Herkunft des Namens sind unterschiedliche Bedeutungen überliefert: Die eine besagt, dass sich an diesem Ort ein vorgeschobener Wachposten befand, der wegen seiner ländlichen Lage bei den Wachmannschaften unbeliebt war und dementsprechend als Hühnerposten geschmäht wurde. Nach einer anderen Darstellung stand hier im 17. Jahrhundert ein Wirtshaus, in dem „die Bewohnerinnen aus der Deichgegend und von den Elbinseln beim Tanz ihre bunten Röcke fliegen ließen“, diese „flatternden Aktivitäten“ führten dann zur entsprechenden Bezeichnung des Ortes.

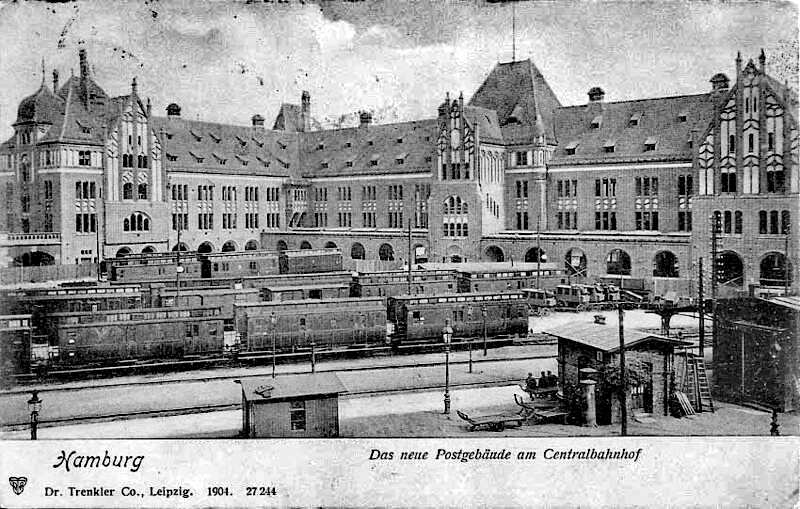
Das Bahnpostamt Hühnerposten 1904 im Entwurf von Höfig

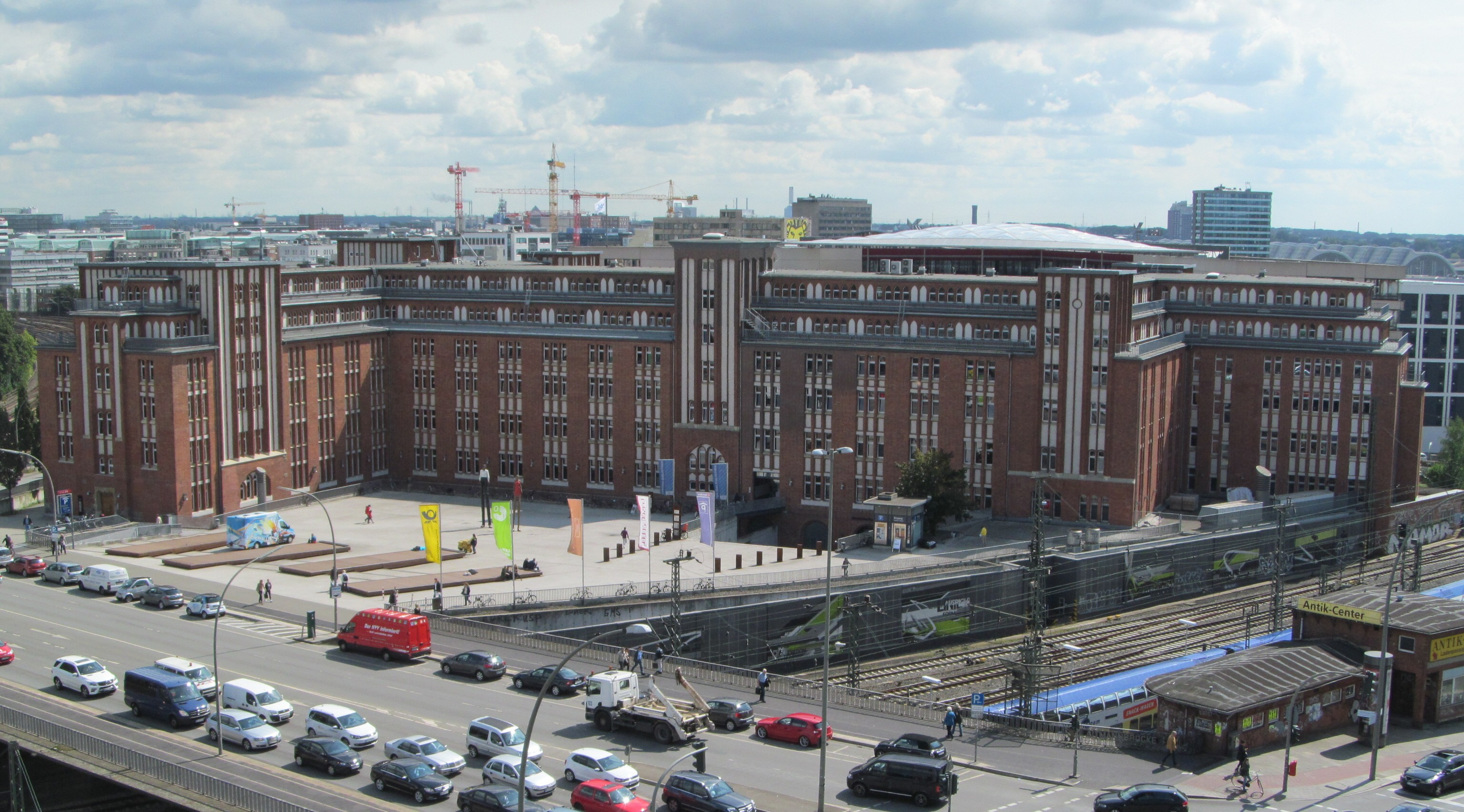
Ehem. Bahnpostamt 2014 als Zentralbibliothek

1853 wurde vor dem Klosterwall das Klostertor erbaut, von dem aus die Straße Bei dem Hühnerposten in den Besenbinderhof mündete. Das Tor verlor bereits 1861 durch Aufhebung der Torsperre seine Bedeutung, zugleich machte der Ausbau des Eisenbahnverkehrs den Ort zu einem Verkehrsknotenpunkt mit dem Bahnhof Klosterthor, der bis 1903 auf dem südlichen Teil des Hühnerpostens bestand. Mit der Fertigstellung des Hauptbahnhofes wurde der Verkehr am Bahnhof Klostertor eingestellt und am Hühnerposten zwischen 1902 und 1906 das zentrale Bahnpostamt nach Entwurf des Postbaurates Friedrich Wilhelm (Fritz) Höfig (* 1872; † nach 1939) im neogotischen Stil erbaut. Bereits 1923–27 wurde das Gebäude durch An- und Vorbauten sowie Aufstockung mit zwei weiteren Voll- und zwei Staffelgeschossen nach Entwürfen von Postbaurat Schmidt erweitert und dabei der Baustil im Sinne des Expressionismus modernisiert. Die Wiederherstellung bis 1950 nach einem Bombentreffer am 20. März 1945 führte insbesondere zu vereinfachten Dachabschlüssen, ansonsten ist der Zustand von 1927 gut erhalten. Nachdem die Post die Nutzung 1997 aufgegeben hatte, zog 2004 die Zentralbibliothek der Hamburger Öffentliche Bücherhallen in das Gebäude, welches unter Denkmalschutz steht.
Bei der etwa gleichzeitigen Anlage der Verbindungskurve vom vormaligen Lübecker Bahnhof zum neuen Hauptbahnhof wurde der Verlauf der Straße Bei dem Hühnerposten durchschnitten und um etwa 130 Meter verkürzt; das östlich der Gleise verlaufende Teilstück gehört seitdem zum Besenbinderhof.